# دانشگاه فنی اروپا
دانشگاه فنی اروپا (به لاتین: European Polytechnical University) یک دانشگاه در بلغارستان است که در پرنیک واقع شده است.